# Armeria arenaria
Armeria arenaria  är en triftväxtart som först beskrevs av Christiaan Hendrik Persoon, och fick sitt nu gällande namn av Joseph August Schultes. Armeria arenaria ingår i släktet triftar, och familjen triftväxter.

## Underarter
- Armeria arenaria ssp. anomala (Bernis) Catalán ex Uribe-Ech.
- Armeria arenaria ssp. bilbilitana (Bernis) Nieto Fel.
- Armeria arenaria ssp. bupleuroides (Godr. & Gren.) Greuter & Burdet
- Armeria maritima var. anomala Bernis
- Armeria maritima var. bilbilitana Bernis
- Armeria arenaria ssp. praecox (Jord.) Kerguélen
- Armeria arenaria ssp. segoviensis (Gand. ex Bernis) Nieto Fel.
- Armeria arenaria ssp. vestita (Willk.) Nieto Fel.

## Bilder

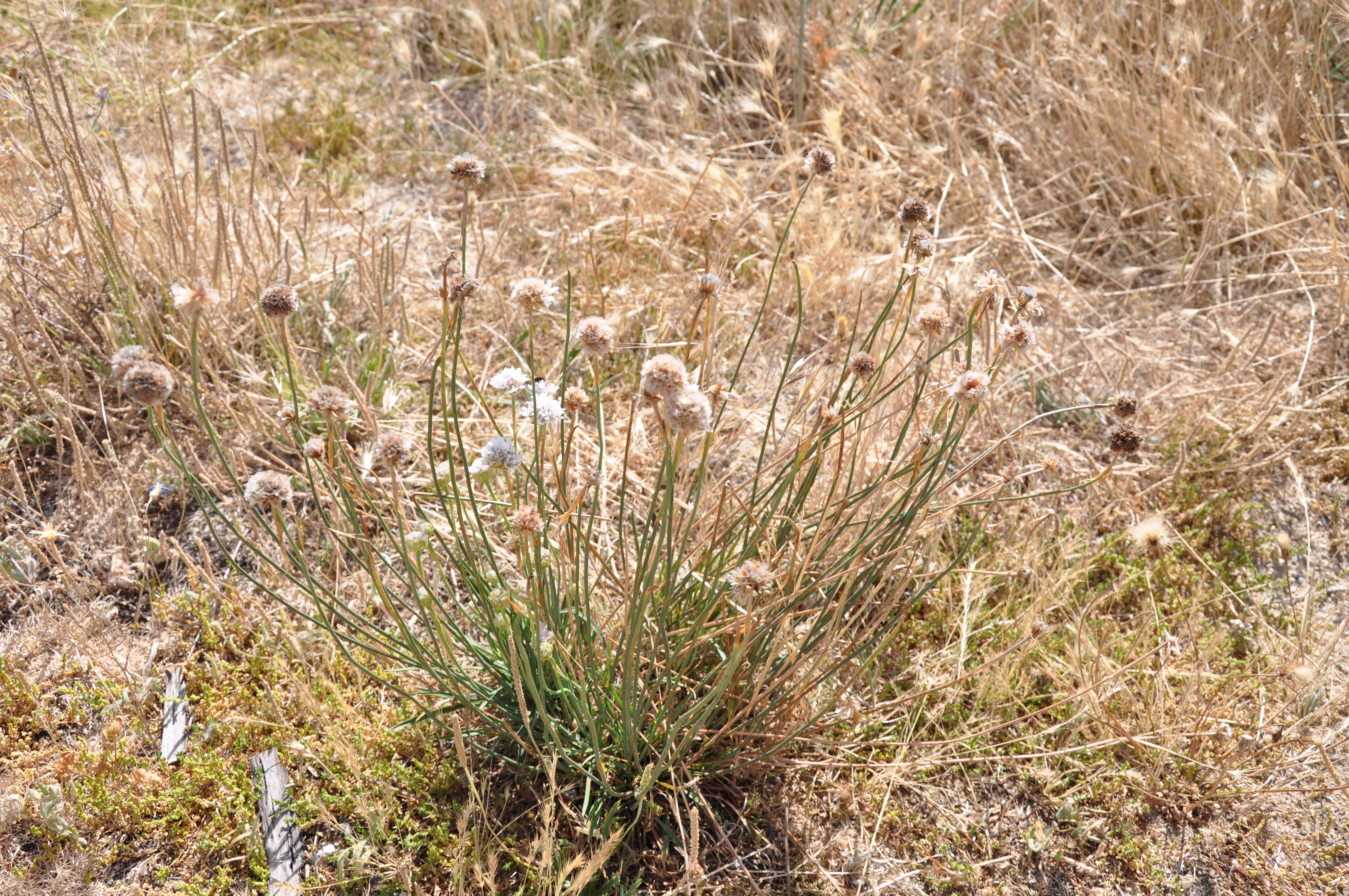
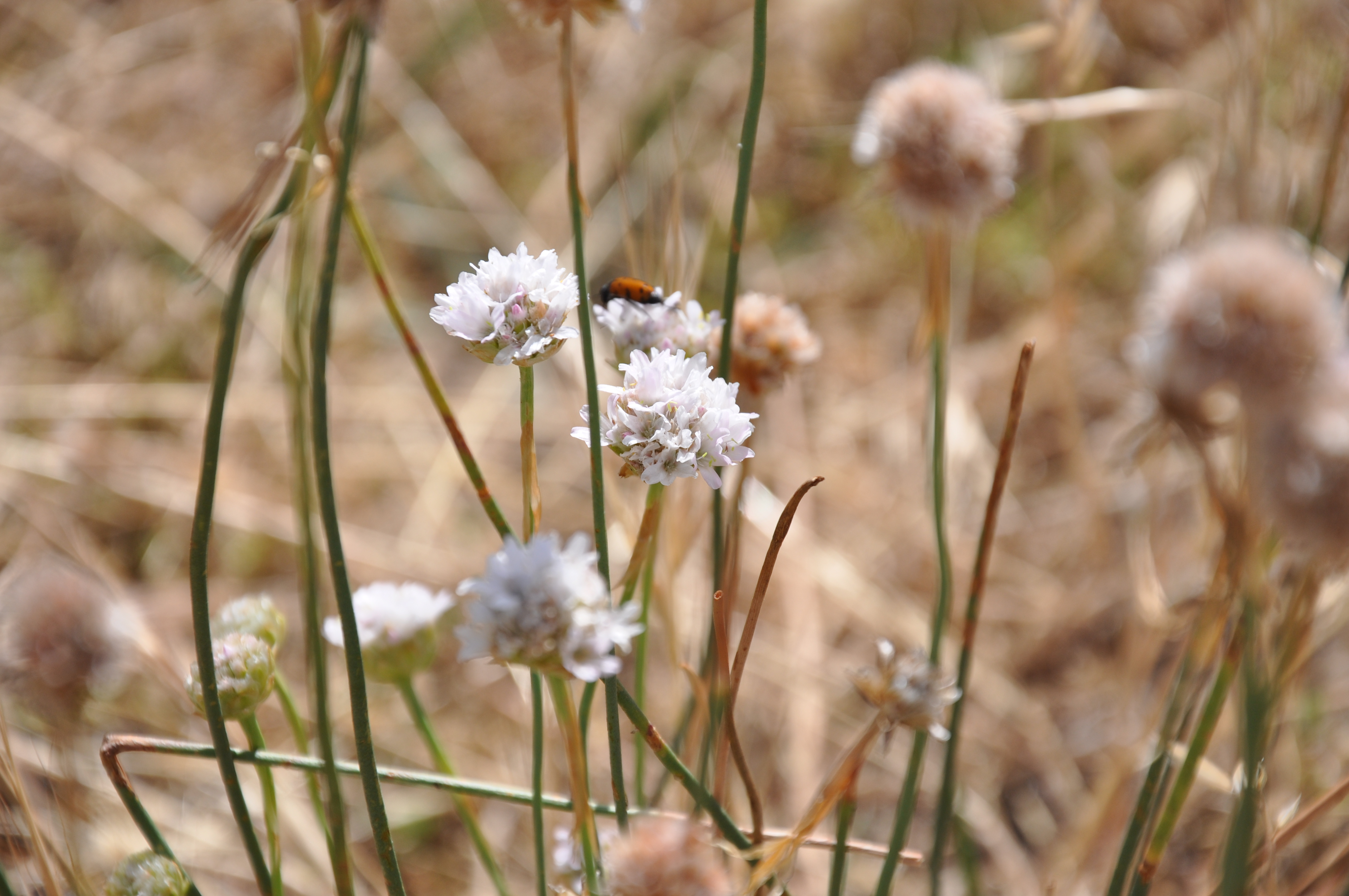
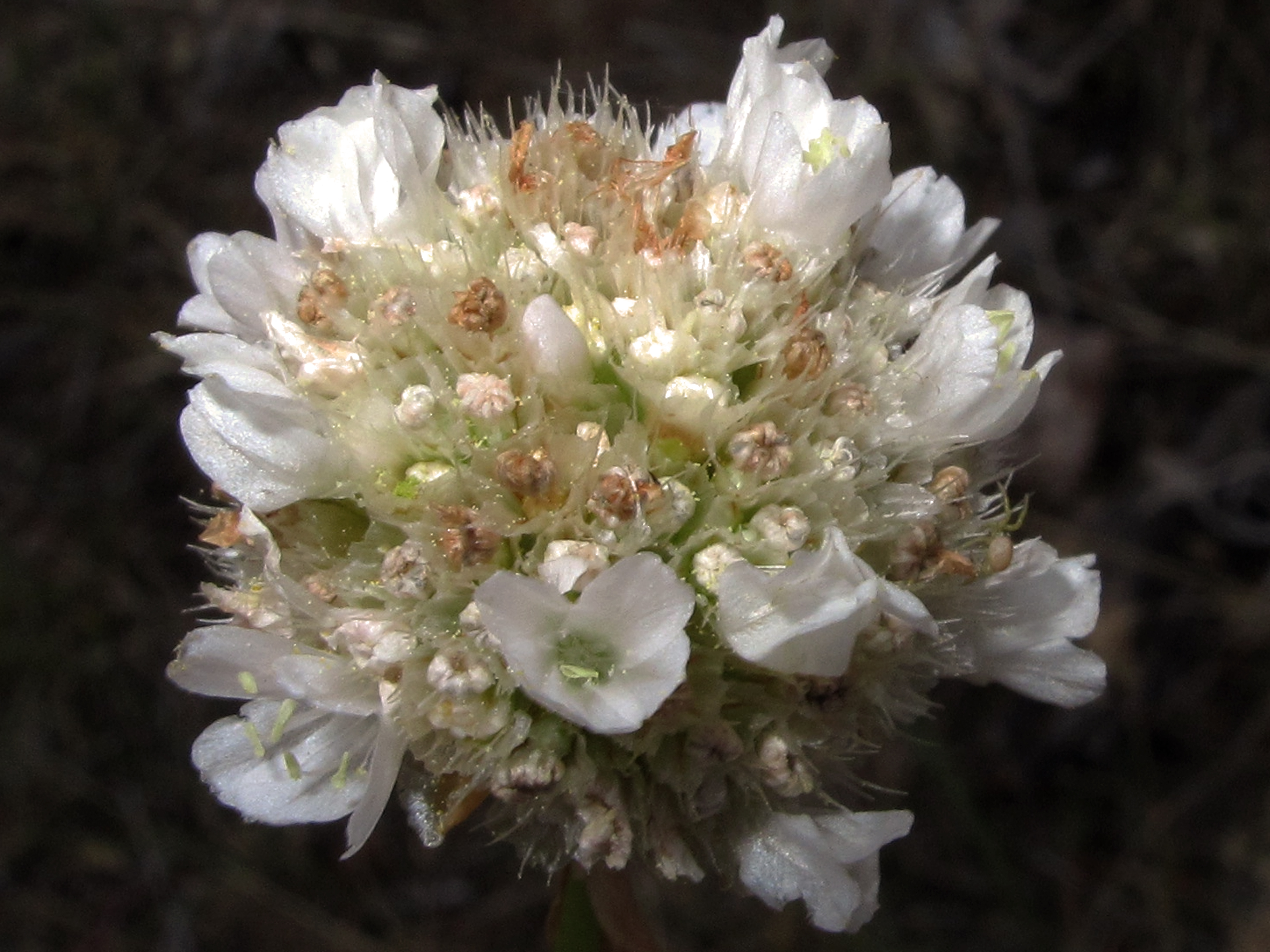
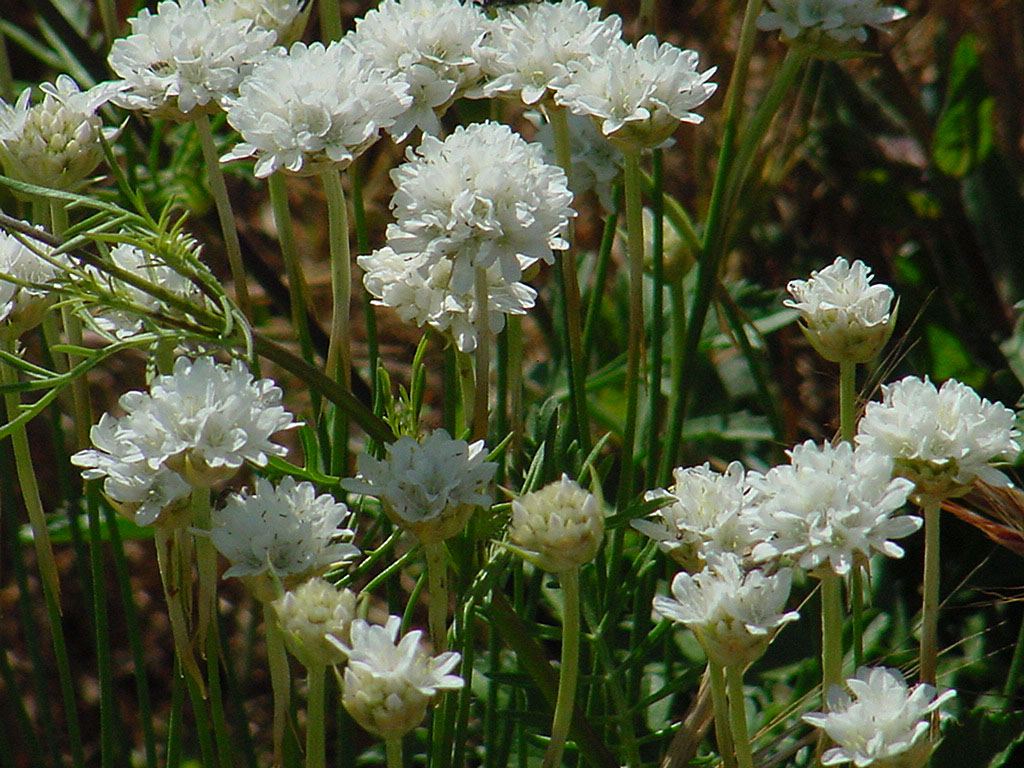